# Pasión de Gavilanes
Pasión de Gavilanes (no Brasil, Paixões Ardentes ou Paixões de Gavilanes) é uma telenovela em língua espanhola produzida pela RTI Televisión para Telemundo e Caracol Televisión , esta última apenas para a primeira temporada. É escrito por Julio Jiménez, baseado em Las aguas mansas de 1994, também escrito por ele. A primeira temporada estreou em 21 de outubro de 2003 e terminou em 23 de julho de 2004, substituindo Sofía dame tiempo e sendo substituida Anita, no te rajes.
Em 12 de maio de 2021, uma segunda temporada da novela foi confirmada para a temporada televisiva de 2021-22 por meio do up-front anual da Telemundo. As gravações começaram em 18 de outubro de 2021 e a nova temporada estreou em 14 de fevereiro de 2022, substituindo Malverde: El Santo Patrón.
Foi protagonizada por Danna García, Mario Cimarro, Paola Rey, Juan Alfonso Baptista, Natasha Klauss e Michel Brown, co-prtagonizada de Bernardo Flores, Sebastián Osorio, Juan Manuel Restrepo e Camila Rojas e antagonizada por Juan Pablo Shuk, Zharick León, Juan Sebastián Aragón, Lorena Meritano, Sergio Goyri, Alejandro López e Katherine Porto e com atuaçãoes estelares de Ana Lucía Domínguez, Kristina Lilley, Gloria Gómez e Talú Quintero.

## Sinopse

### Primeira Temporada
A trama relata a história de amor e desamor dos irmãos Reyes e as irmãs Elizondo.
Bernardo Elizondo é proprietário de uma fazenda onde vive com sua esposa, Dona Gabriela, e suas filhas, Norma, Jimena e Sara, o marido da sua filha Norma, Fernando Escandón e seu sogro, Martín Acevedo, um militar aposentado que está paralítico. O casamento de Norma e Fernando foi pressionado por Gabriela para esconder que Norma havia sido estuprada, mas é um casamento de aparências e sem relação sexual, devido o trauma da moça. Além disso, Gabriela está apaixonada por Fernando, e obriga sua filha a seguir com o matrimônio para ter ele por perto.
Bernardo está tendo um caso com Libia Reyes, uma humilde jovem. Eles temem serem descobertos, pois Gabriela é uma mulher déspota e conservadora, e não aceita dar o divorcio. De todas as formas, ele decide romper com tudo por Libia, e quer se apresentar formalmente para os irmãos dela, Juan, Óscar y Franco Reyes. Infelizmente, Bernardo tem um acidente de cavalo e morre. Libia descobre que está grávida e que Bernardo morreu, e decide ir para a casa dos Elizondo. Quando ela chega lá e conta toda a verdade, Gabriela a humilha e despreza diante de toda a família. Libia foge desesperada e se suicida.
Quando os irmãos Reyes descobrem tudo, juram vingar a morte da irmã e vão até a fazenda dos Elizondo, e decidem ficar por lá, fingindo serem os pedreiros que Gabriela contratou para fazerem uma casa para Norma e Fernando. Eles conseguem isto graças a empregada dos Elizondo, Eva Rodríguez, que também quer se vingar da malvada Gabriela por ter a obrigado a se afastar de sua filha, Ruth, pois era solteira e não tinha como se sustentar se perdesse o emprego. Ruth cresceu como filha de Raquel e Calixto Uribe; amigos de Gabriela, e tios dos divertidos Leandro e Benito.
Ao conhecerem as irmãs Elizondo, Óscar Reyes planeja uma vingança que consiste em convencer seus irmãos a seduzir as moças, para desfrutar do dinheiro dos Elizondo. Seu irmão Juan não concorda com esse plano, mas quando conhece Norma Elizondo muda de opinião, porque ambos se sentem muito atraídos um pelo outro. Esta atração faz com que Juan comece a deixar de lado a vingança, e afasta os obstáculos que os impedem de viver essa paixão ardente. Com o tempo, Norma engravida de Juan, mas decide ocultar a verdade.
Franco tem um caso com uma bela mulher chamada Rosario Montes, cantora do Bar Alcalá e é explorada e maltratada pelo seu amante, Armando Navarro. Já Óscar fica perdido em sua vingança ao se apaixonar por Jimena. Ambos constroem uma relação, e se casam as escondidas, coisa que causa reboliço entre os Elizondo. Quando os dois decidem morar juntos, Gabriela descobre que Juan é o pai do filho de Norma, e posteriormente, as irmãs descobrem que os Reyes são irmãos de Libia, e estavam buscando vingança. Por isso, decidem deixar seus pares e voltarem para sua família.
Por outro lado, Franco está sofrendo, pois Rosário o engana e casa com Armando Navarro. Ele se casa com Eduvina Trueba, uma mulher mais velha e milionária, dona de muitas fazendas. A senhora acaba morrendo no dia do casamento, deixando Franco como dono de todos os seus bens. Meses depois, Franco se encontra com Sara Elizondo, e entre brigas e encontros eles começam a se apaixonar e construir um amor aos poucos.
Para ficarem juntos, os irmãos Reyes e as irmãs Elizondo precisam lutar contra muitos inimigos, começando por Gabriela e sua ambição; e também Fernando, que odeia Juan, por estar com Norma e ter tirado a boa vida que ele levava; Dinorá Rosales, uma mulher perigosa que começou a sentir uma paixão doentia e obsessiva por Juan; Armando, que jura se vingar de Franco por seu caso com Rosário, e a própria Rosário, que arrependida de trocar Franco por Armando, não quer que ele seja feliz com Sara. Mesmo com tantas oposições, os casais estão disposto a ficarem juntos, custe o que custar.
E com a ajuda dos Reyes, Ruth descobre que Eva é sua mãe, e as duas constroem uma bonita relação. Gabriela se casa com o ex-genro Fernando. O mau caráter pouco a pouco vai ganhando espaço, manipulando a todos e destruindo a fazenda. A sua maldade chega a ponto dele tentar abusar sexualmente de Jimena. Gabriela não acredita na filha e a expulsa da fazenda. Óscar descobre o que aconteceu e dá uma surra em Fernando, aumentando o ódio do casal de vilões pelos irmãos Reyes. Mesmo com Norma tentando abrir os olhos da mãe, ela prefere acreditar que Fernando a ama e a respeita, e corta totalmente a relação com suas filhas. 
Na reta final, Sara decide seguir Fernando para provar para a sua mãe que ele a engana, e descobre que ele sustenta uma amante fora da cidade. Gabriela decide seguir a filha e elas descobrem que a amante misteriosa é justamente a bandida Dinorá Rosales. Vingativa, Gabriela conta para a polícia todos os crimes da vilã para que ela seja pega.
Fernando e Dinorá, obcecados por dinheiro e vingança, sequestram Gabriela na fazenda, prendendo-a no sótão e internando Martim em um hospício. Raquel, ao notar que não possui notícias de Gabriela por vários dias, decide ir para a fazenda e descobre que ela está presa no sótão, e ao tentar fugir da fazenda para chamar a polícia, Fernando e Dinorá mandam  Herzog e Rubinsky, capangas de Armando Navarro, que a esta altura é cúmplice da dupla, para que a mate. Na perseguição, Raquel, Calixto, o motorista Guadalupe e os capangas de Armando morrem.
Na leitura do testamento de Raquel, a sua fortuna vai para Eva, como forma de reparar os anos que ela ficou longe da filha. Martín foge do hospício e conta o que está acontecendo na fazenda.
Juan resolve ir salvar Gabriela sem que ninguém saiba, mas acaba se tornando mais um refém. A polícia cerca a casa, mas Fernando e Dinorá escapam com Juan e Gabriela. Armando sai da fazenda e tenta assassinar Franco Reyes. Rosário entra na frente e leva um tiro e os policiais matam Armando.
Franco pagara a quantia pedida para resgatar Juan e Gabriela. Com medo da polícia, Dinorá os levam para o pântano para se esconderem. Lá, Gabriela pede perdão por todo mal que fez. Dinorá tenta seduzir Juan, mas ele a rejeita. Ela, enlouquecida, começa uma briga e acaba sendo picada por uma serpente. Fernando a joga do barranco, e a vilã agoniza até a morte.
Nesse momento, Juan e Gabriela conseguem fugir, mas Fernando os encontra e atira em Gabriela. Ao tentar matar Juan, Fernando é engolido por uma areia movediça e é enterrado vivo. A polícia os resgatam, e Gabriela pede perdão as filhas e as abençoa para que sejam felizes.
Nas cenas finais, Rosário, que sobreviveu ao tiro, canta no Bar Alcalá, e os três casais caminham no campo. Finalmente todos reconstruíram suas vidas.

### Segunda temporada
Passando-se 20 anos após a primeira temporada, a família Reyes e Elizondo enfrentará novos desafios que ameaçam sua família. A morte de uma professora abala a família, pois as evidências apontam para um dos filhos de um dos casais como o possível culpado, desencadeando uma série de eventos de partir o coração que, mais uma vez, colocarão à prova seu amor e lealdade.

## Elenco
- Danna García como Norma Elizondo Acevedo de Reyes
- Mario Cimarro como Juan Reyes Guerrero
- Paola Rey como Jimena Elizondo Acevedo de Reyes
- Juan Alfonso Baptista como Óscar Reyes Guerrero
- Natasha Klauss como Sara «Sarita» Elizondo Acevedo de Reyes
- Michel Brown como Franco Reyes Guerrero
- Jorge Cao como Don Martín Acevedo #1 (temporada 1)
- Germán Quintero como Don Martín Acevedo #2 (temporada 2)
- Kristina Lilley como Gabriela Acevedo Vda. de Elizondo
- Gloria Gómez como Eva Rodríguez (temporada 1)
- Ana Lucía Domínguez como Libia Reyes Guerrero / Ruth Uribe Santos (temporada 1)
- Zharick León como Rosario Montes de Caballero
- Juan Sebastián Aragón como Armando Navarro (temporada 1)
- Juan Pablo Shuk como Fernando Escandón (temporada 1)
- Sergio Goyri como Samuel Caballero (temporada 2)
- Bernardo Flores como Juan David Reyes Elizondo (temporada 2)
- Camila Rojas como Muriel Caballero Montes (temporada 2)
- Juan Manuel Restrepo como León Reyes Elizondo (temporada 2)
- Sebastián Osorio como Erick Reyes Elizondo (temporada 2)
- Yare Santana como Gabriela «Gaby» Reyes Elizondo (temporada 2)
- Jerónimo Cantillo como Andrés "Andy" Reyes Elizondo (temporada 2)
- Ángel de Miguel como Albin Duarte (temporada 2)
- Alejandro López como Demetrio Jurado (temporada 2)
- Boris Schoemann como Pablo Gunter (temporada 2)
- Katherine Porto como Romina Clemente (temporada 2)
- Lorena Meritano como Dínora Rosales
- Sebastián Boscán como Leandro Santos
- Lady Noriega como María Josefa «Pepita» Ronderos
- María Margarita Giraldo como Raquel Santos de Uribe
- Giovanni Suárez Forero como Benito Santos
- Consuelo Luzardo como Melissa de Santos
- Carlos Alberto Sánchez como Manolo Barragán Garrido
- Alberto Marulanda como Miguel Barragán Garrido
- Carmenza González como Quintina Canosa
- Andrea Villareal como Francisca «Panchita» López
- Fernando Corredor como Calixto Uribe
- Pedro Roda como Olegario Quiñones
- Andrés Felipe Martínez como Malcolm Ríos
- Clemencia Guillén como Carmela Gordillo
- Julio del Mar como Leonidas Coronado
- Tatiana Jáuregui como Dominga
- Leonelia González como Belinda Rosales
- Ricardo Herrera como Antonio Coronado
- Inés Prieto como Hortensia Garrido de Barragán
- Sigifredo Vega como Filemón Barragán
- Germán Rojas como Bernardo Elizondo
- Talú Quintero como Eduvina Trueba
- Samuel Hernández como Zacarías Rosales
- Jacqueline Henríquez como Úrsula de Rosales
- Víctor Rodríguez como Memo Duque
- Vilma Vera como Magnolia Bracho
- Valerio García como Juan David Reyes Elizondo
- Margarita Durán como Cecilia
- Liliana Calderón como Nidia
- Margarita Amado como Rosita
- Herbert King como Herzog Vargas
- Alexander Palacios como Rubinsky Louis
- Helga Díaz como Betina
- Ana Soler como Emilce Reinosa
- Raúl Gutiérrez como Jaime Bustillo
- Pilar Álvarez como Violeta Villas
- Geoffrey Deakin como Arthur Klauss
- Isabel Campos como Concepción «Conchita» de Coronado
- Guillermo Villa como Padre Epifanio
- Carlos Vergara Montiel como Inspector
- Luis Visbet como Dr. Salvador Izunza
- Santiago Bejarano como Bruno Ferraño
- Liliana Lozano como Esperanza
- Jaime Gutiérrez como Genaro Salinas
- Andrés Midon como Aníbal Guerrero
- Carlos Duplat como Agapito Cortez
- Linda Madrigal como Emilia
- Eduardo Gámez como Tomás
- Martha Isabel Bolaños como Esperanza #2
- Didier van der Hove como Flavio Montaño
- Sebastián Vega como Félix Carreño (temporada 2)
- Constanza Hernández como Francisca «Panchita» López #2 (temporada 2)
- Jacobo Montalvo como Duván Clemente (temporada 2)
- Jonathan Bedoya como Nino Barcha (temporada 2)
- Valeria Caicedo como Sibila (temporada 2)
- Álvaro García como Genaro Carreño (temporada 2)
- Alejandra Miranda como «la Gitana» (temporada 2)

## Exibição no Brasil
A primeira temporada foi exibida pela Rede TV!, sob o título Paixões Ardentes, entre 29 de março e 30 de junho de 2004, substituindo Pedro, o Escamoso, sendo interrompida no capítulo 81 por causa da sua audiência pífia. Saiu do ar com média geral de 0.98 pontos. A novela recebeu o horário em baixa da sua antecessora Pedro, o escamoso, que foi responsável em derrubar os índices de Betty, a Feia. 
Diante disso, a emissora fez uma mudança na sua grade e cancelou a exibição de novelas no horário nobre. A sessão Tarde Quente mudou para 17h20, o Repórter Cidadão ás 18h50, e atrasou o TV Fama para ás 20h00. 
A segunda temporada foi exibida pelo SBT de 16 a 24 de maio de 2022, sob o título Paixões de Gavilanes, junto com Carrossel e Esmeralda, abrindo uma nova faixa de novelas às 14h, substituindo a série Henry Danger, sendo interrompida no capítulo 7 devido aos baixos índices de audiência, porém, as dublagens da telenovela pela Rio Sound continuam, deixando a entender um possível retorno da novela em breve. O cancelamento foi pelo mesmo motivo pelo qual a primeira temporada foi cancelada no país. O espaço da telenovela foi ocupado por Esmeralda nas praças em que não é exibida a programação local e a série Henry Danger nas afiliadas e emissoras que exibem a grade regional.

## Audiência no Brasil

### Rede TV!
No primeiro capítulo Paixões Ardentes registrou 0,8 pontos. Um fiasco total de audiência para RedeTV!.
Nos dias seguintes a trama passou longe de ter 1 ponto de audiência em São Paulo, chegando a 0 pontos de audiência em certos capítulos. Diante desse problema, a direção da RedeTV! tomou uma atitude, e a partir do capítulo 81 a trama simplesmente deixou de ir ao ar sem maiores explicações. O canal apenas comentou o assunto: "A direção justifica ter tirado a novela do ar porque não dava audiência. Qualquer emissora tem autonomia para isso sempre que o produto não atende às expectativas".
Inesperadamente centenas de telespectadores do folhetim reagiram e se revoltaram com a decisão. Muitos enviaram cartas escritas á mão e e-mails para a emissora. Sem retorno decidiram protestar entrando em contanto com grandes jornais e revistas. Até mesmo fazendo uma campanha com abaixo-assinado para que a telenovela volta-se ao ar.

O caso foi parar até mesmo no PROCON. No dia 14 de julho de 2004 segundo matéria do jornal O Globo, foi criado o movimento "Retorno de Paixões Ardentes" com um site na internet.

"Nosso propósito é exigir da emissora Rede TV, o regresso de nossa novela, à telinha brasileira. No ar desde 14 de julho, nossa campanha já conta com muitos apoios, de pessoas que estão indignadas com a atitude da REDE TV, ao tirar a novela do ar, desrespeitando os seus telespectadores mais fiéis. Junte-se a nós e faça parte desta campanha! Basta apenas assinar nosso registro de assinaturas, sendo necessários os seguintes dados: Nome, cidade, estado, e-mail e seus comentários. Desde já, agradeço em nome de toda a “família” de Paixões Ardentes, a sua colaboração. Ajude, Divulgue: lutar sempre, desistir jamais"

- Site criado por Ana Paula Silva
Outros grupos de discussão como Yahoo! e Network54 foram utilizados para manifestar sua indignação pelo cancelamento. Outros chegaram até mesmo a propor um boicote total á programação da RedeTV! por causa de sua atitude.
Mesmo com todos os protesto em todo o brasil, a emissora não voltou sequer a cogitar a volta da exibição da trama em razão da audiência. Além do Procon, a Assembleia Legislativa do Rio de Janeiro moveu um processo contra a RedeTV! para fazer com que a emissora continua-se a exibir até a novela até o final dos capítulos. Algo que não aconteceu.
A emissora não voltou mais a apostar em novelas depois dessa audiência pífia. Portanto Paixões Ardentes foi a última trama exibida pelo canal.
Saiu do ar com média geral de 0.98 pontos.

### SBT
Em sua estreia, registrou apenas 1.8 ponto, marcando o menor índice de uma estreia de uma novela latina da emissora. Seu segundo capítulo registrou 1.6 ponto. Já seu terceiro capítulo registrou 2.7 pontos, sendo o maior índice de toda a sua exibição.
Seu sexto capítulo, exibido em 23 de maio de 2022, anotou apenas 1.2 ponto, ficando em quarto lugar isolado por toda a sua exibição, chegando a antipicos de 0.8 ponto, índices que não eram vistos nem mesmo em títulos considerados como fracasso, sendo eles Destilando Amor (cancelada no capítulo 20 em 2007) e A Vida é Um Jogo (encerrada no capítulo 36 com o final antecipado). Além disso, foi a atração menos assistida do SBT, ficando atrás até mesmo das reprises exibidas nas madrugadas do canal, como o Quem Não Viu, Vai Ver e o SBT Brasil.
Tal índice baixo culminou no seu cancelamento logo após a exibição do sétimo capítulo, fechando assim com a média geral de apenas 2 pontos. Alguns críticos passaram a ironizar o fracasso da novela no Brasil, considerando-a como "amaldiçoada", já que a sua primeira temporada também foi interrompida bem no meio de sua exibição pelo mesmo motivo. Além disso, a trama também não obteve sucesso em seu país de origem e nem na Espanha.

## Versões
- Las aguas mansas de (1994), uma produção da RTI Colombia (Colombia), protagonizada por Juan Carlos Gutiérrez, Juan Sebastián Aragón e Luigi Aycardi como os irmão Reyes, e Patricia Maldonado, Margarita Ortega e Fabiana Medina como as irmãs Elizondo.
- Fuego en la sangre de (2008), uma produção da Televisa (México). Protagonizada por Eduardo Yáñez, Jorge Salinas e Pablo Montero como os irmãos Reyes, e Adela Noriega, Elizabeth Álvarez e Nora Salinas como as irmãs Elizondo.
- Gavillanes (2010), una produção de Gestmusic (Espanha). Protagonizada por Rodolfo Sancho, Roger Berruezo e Alejandro Albarracín como os irmãos Reyes e Claudia Bassols, Diana Palazón e Alicia Sanz como as irmãs Elizondo.
- Tierra de Reyes (2014), una produção de Telemundo, foi protagonizada por Aarón Díaz, Gonzalo García Vivanco e Christian de la Campa como os irmãos Gallardo, e Ana Lorena Sánchez, Kimberly Dos Ramos e Scarlet Gruber como as irmãs Del Junco. Também participam como os vilões Sonya Smith, Fabián Ríos e Cynthia Olavarría.
- Pasión de Amor (2015), una produção de ABS-CBN (Filipinas). Protagonizada por Jake Cuenca, Ejay Falco e Joseph Marco como os irmãos Samonte Arci Muñoz, Ellen Adarna e Coleen Garcia como as irmãs Elizondo.